# 大野磯吉
大野 磯吉（おおの いそきち）は、日本の海洋生物学者。専門は海洋生物の分類と生態。
旧制千葉県立佐倉中学校（現在の千葉県立佐倉高等学校）を経て、東北帝国大学農科大学（後の北海道帝國大學、現在の北海道大学）水産科を卒業。夷隅水産高校（現 千葉県立大原高等学校）に水産科を設置することに尽力した。
藻類のオオノノリの学名Pyropia onoi は、大野磯吉に献名されたもの。鮭の異名の一つ「銀毛」は、1932年に大野磯が降海期を迎えた山女魚に「銀毛山女魚」と名付けたのが始まりとされる。

## 論文
- 「鮭属魚類の鱗の観察」『水産学雑誌』34巻、14 − 23ページ（1931年）
- 『北海道産サクラマスの生活史』（1933年）